# Cratoneuron subcurvicaule
Cratoneuron subcurvicaule är en bladmossart som beskrevs av Potier de la Varde 1955. Cratoneuron subcurvicaule ingår i släktet Cratoneuron och familjen Amblystegiaceae. Inga underarter finns listade i Catalogue of Life.